# Рассказы о художниках
«Рассказы о художниках» — книжная серия, выпускавшаяся в издательстве «Советский художник» (Москва) в 1970—1980-е годы. Книги серии содержат беллетризованные повести о жизни и творчестве выдающихся советских мастеров изобразительного искусства, сопровождённые большим количеством цветных иллюстраций.
Формат издания: 70x100/32 (~120х165 мм); обложка картонная.

## Книги серии
1977
- Порудоминский В. И. Откровение Ивана Голикова. — М.: Советский художник, 1977. — 152 с. — (Рассказы о художниках). — 35 000 экз. (Первая книга серии)
  - Посвящение: Памяти писателя Ефима Фёдоровича Вихрева.

- Воронова О. П. Президент Новой Земли Тыко Вылка. — М.: Советский художник, 1977. — 160 с. — (Рассказы о художниках).

1978
- Разгонов С. Н. Высота. Жизнь и дела Павла Корина. — М.: Советский художник, 1978. — 160 с. — (Рассказы о художниках). — 30 000 экз.

1982
- Воронова О. П. Над Понтом Эвксинским: К. Богаевский. — М.: Советский художник, 1982. — 184 с. — (Рассказы о художниках).

- Ненарокомова И. С. Солнечные полотна Абрама Архипова / Художник А. А. Зубченко. — М.: Советский художник, 1982. — 168, [8] с. — (Рассказы о художниках). — 40 000 экз.

1983
- Кузнецов Э. Д. Звери и птицы Евгения Чарушина. — М.: Советский художник, 1983. — 160 с. — (Рассказы о художниках). — 40 000 экз.

- Полякова Е. И. Город Остроумовой-Лебедевой / Художник А. А. Зубченко. — М.: Советский художник, 1983. — 224, [16] с. — (Рассказы о художниках). — 40 000 экз.
  - Книга посвящена художнице Остроумовой-Лебедевой, чья долгая жизнь прошла в городе на Неве. Петербургу-Петрограду-Ленинграду посвящены её гравюры и акварели. Город - постоянная тема её творчества.

- Сагалович М. В. По следам Фернана Леже. — М.: Советский художник, 1983. — 352 с. — (Рассказы о художниках).

1985
- Алянский Ю. Л. В мастерской на Петроградской стороне. — М.: Советский художник, 1985. — 144 с. — (Рассказы о художниках). — 35 000 экз.
  - Книга рассказывает о жизни и творчестве скульптора М. К. Аникушина, автора широко известного памятника А. С. Пушкину в Ленинграде, памятника защитникам Ленинграда в годы Великой Отечественной войны и многих других работ.

1987
- Ненарокомова И. С. "Люблю большие планы...": Художник Александр Дейнека. — М.: Советский художник, 1987. — 208 с. — (Рассказы о художниках).

1988
- Анисимов Г. А. Незаконченные биографии. — М.: Советский художник, 1988. — 368 с. — (Рассказы о художниках). — 25 000 экз. — ISBN 5-269-00145-4.
  - В книге собраны воспоминания московского искусствоведа Гр.Анисимова о выдающихся отечественных мастерах скульптуры и живописи: С. Т. Конёнкове, П. Д. Корине, П. В. Кузнецове, И. Я. Иткинде, А. Г. Тышлере, Н. А. Чернышеве. В сборник включены также рассказы Гр. Анисимова о своих современниках, художниках Б. А. Тальберге, И. И. Купряшине, В. Е. Попкове, С. Бахлулзаде, Т. Джавадове, А. Ашраф Мураде, Ж. Ихмальяне.

1989
- Клодт Г. А. «Лепил и отливал Пётр Клодт…» / Георгий Клодт; Худ. А. А. Зубченко. — М.: Советский художник, 1989. — 240 с. — (Рассказы о художниках). — 25 000 экз. — ISBN 5-269-00030-X.

- Якимович А. К. Художник и дворец. Диего Веласкес. — М.: Советский художник, 1989. — 272 с. — (Рассказы о художниках). — 25 000 экз. — ISBN 5-269-00014-8.

1990
- Островский Г. С. Добрый лев Марии Примаченко. — М.: Советский художник, 1990. — 224 с. — (Рассказы о художниках).